# Robada
La robada es una medida agraria de superficie usada en Navarra, equivalente a 898,4560 m². A pesar de la omnipresencia del sistema métrico decimal, esta antigua unidad de medida es de uso habitual tanto por parte de los labradores como de la administración navarra en sus comunicados oficiales en el Boletín Oficial de Navarra.

## Origen del término
Robada proviene de robo (medida de capacidad para áridos equivalente a 28 l y 13 cl) y robo es un localismo de arroba (del árabe clásico rub que significa «cuarto, la cuarta parte de algo», a su vez procedente del hebreo arba, que significa «cuatro»).
Robada de tierra sería el terreno que se podía sembrar (manualmente, antes de la irrupción de maquinaria) con un robo de grano (unos 22 kilógramos en el caso de trigo, 18 kg. para la cebada y 16 kg. para la avena), que equivale a media fanega de Castilla.
Cuando Yanguas y Miranda redacta su Diccionario de antigüedades (1840) aún estaban vigentes las antiguas métricas. Al abordar las que llama medidas de tierras y telas hace referencia a la «tabla antigua de medidas, que existe en la casa del ayuntamiento de Pamplona» indicando que «esta tabla es posterior al arreglo de pesos y medidas hecho en Navarra en el año 1514» por el hecho de hacer ya mención a la vara navarra instaurada en esa fecha y vigente hasta la fecha de redacción de su trabajo. Este nueva métrica sustituía al codo, también recogido en la tabla pero con la finalidad de que se tuviera «noticia de las medidas antiguas».
En esta obra el autor también afirma que «del mismo arienzo procede también el robo o robada de tierra, la cual se compone exactamente de las 72 pérticas de largo y una en ancho que la referida tabla atribuye al arienzo, o lo que es lo mismo 8 pérticas ½ en cuadro, según usan los agrimensores, o bien 1458 varas cuadradas de Navarra que hacen 13 122 pies o tercias de la misma vara. La robada se divide en 16 almutades o almutadas. La robada se tomó en un principio del espacio de tierra que ocupaba un robo de simiente en la siembra.»

## Derecho foral
Es un elemento cuyo uso formal está aún presente en el Derecho civil foral o Fuero Nuevo. La actualización realizada el 4 de abril de 2019, la Ley 267 dice literalmente:

Concepto. La legítima navarra, tradicionalmente consistente en la atribución de “cinco sueldos ‘febles’ o ‘carlines’ por bienes muebles y una robada de tierra en los montes comunes por inmuebles”, no tiene contenido patrimonial exigible ni atribuye la cualidad de heredero, y el instituido en ella no responderá en ningún caso de las deudas hereditarias ni podrá ejercitar las acciones propias del heredero.

La atribución de la “legítima navarra” con esta sola denominación u otra semejante a los legitimarios designados de forma individual o colectiva en el acto de disposición cumple las exigencias de su institución formal.
B.O.E. núm. 137, de 8 de junio de 2019.